# ジャクラパン・ケオプロム
ジャクラパン・ケオプロム（泰: จักรพันธ์ แก้วพรม、1988年5月24日 - ）は、タイ王国・ブリーラム県出身のサッカー選手。ポジションはミッドフィールダー（MF）。

## 来歴
BECテロ・サーサナFCでプロサッカー選手としてのキャリアをスタートした。当時のBECテロ・サーサナはセントラル・ミッドフィールダーの選手が多かったため、右ミッドフィールダーや右サイドバックのポジションにコンバートされた。
2010年、ムアントン・ユナイテッドFCに移籍した。ムアントン・ユナイテッドで非常にいいプレーを見せ、2010シーズンのタイ・プレミアリーグ優勝に貢献した。
2011年、生まれ故郷のブリーラム県のクラブであるブリーラム・ユナイテッドFCに移籍した。ブリーラム・ユナイテッドの主力の一人となり、2011年の3冠達成（プレミアリーグ、FAカップ、リーグカップ）の大きな原動力となった。
2013年は負傷により前半戦を欠場したが、ブリーラム・ユナイテッドと契約延長で合意した。2013シーズン後半戦の第20節チャイナートFCで復帰し、リーグ戦10試合に出場した。AFCチャンピオンズリーグ2013は準々決勝のエステグラルFCとの2戦目に途中出場した。
ランコ・ポポヴィッチ監督の下、ボランチへと再コンバートされ、中心選手として活躍。

## 代表
2008 AFFスズキカップでタイ代表に初招集された。
2011年7月23日、2014 FIFAワールドカップ・アジア予選2回戦のパレスチナ戦（1-0）で初得点を記録した。同3回戦のオーストラリア戦（1-2）ではティーラシン・デーンダーの先制ゴールをアシストした。
2013年、AFCアジアカップ2015 (予選)メンバーに選出されると、11月15日のイラン戦（0-3）に先発フル出場した。

## 個人成績
（2014年4月23日時点）
| 年度 | クラブ                     | 大会                    | 出場 | 得点 |
| ---- | -------------------------- | ----------------------- | ---- | ---- |
| 2010 | ムアントン・ユナイテッドFC | AFCチャンピオンズリーグ | 2    | 1    |
| 2010 | ムアントン・ユナイテッドFC | AFCカップ               | 10   | 0    |
| 2012 | ブリーラム・ユナイテッドFC | AFCチャンピオンズリーグ | 6    | 0    |
| 2013 | ブリーラム・ユナイテッドFC | AFCチャンピオンズリーグ | 1    | 0    |
| 2014 | ブリーラム・ユナイテッドFC | AFCチャンピオンズリーグ | 6    | 0    |
| 通算 | 通算                       | AFCチャンピオンズリーグ | 15   | 1    |
| 通算 | 通算                       | AFCカップ               | 10   | 0    |
| 通算 | 通算                       | 通算                    | 25   | 1    |

## 所属クラブ
ユース経歴
- 2005年 - 2006年  BECテロ・サーサナFC

シニア経歴
- 2007年 - 2009年  BECテロ・サーサナFC
- 2010年 - 2011年  ムアントン・ユナイテッドFC
- 2011年 - 2022年  ブリーラム・ユナイテッドFC
- 2022年 -  ラーチャブリーFC

## 代表歴
- 2008年 - 2022年  タイ代表

## タイトル
ブリーラム・ユナイテッドFC
- タイ・プレミアリーグ 優勝 (7) : 2011, 2013, 2014, 2015, 2017, 2018, 2021-22
- タイFAカップ 優勝 (5) : 2011, 2012, 2013, 2015, 2021-22
- タイ・リーグカップ 優勝 (6) : 2011, 2012, 2013, 2015, 2016, 2021-22
- コー・ロイヤルカップ 優勝 (4) : 2013, 2014, 2015, 2016
- トヨタプレミアカップ 優勝 (2) : 2011, 2013
- メコンクラブチャンピオンシップ 優勝 (2) : 2015, 2016

ムアントン・ユナイテッドFC
- タイ・プレミアリーグ 優勝 (1) : 2010